# Vesta M. Roy
Vesta M. Roy, née le 26 mars 1925 à Dearborn (Michigan) et morte le 8 février 2002 à Kenmore (New York), est une femme politique américaine membre du Parti républicain. 
En tant que présidente du Sénat du New Hampshire, elle est gouverneur par intérim entre 1982 et 1983, après la mort d'Hugh Gallen. Elle est la première femme à accéder à ce poste dans l'État et la première femme républicaine à devenir gouverneure, mais la première élue à ce poste est Kay A. Orr, dans le Nebraska, en 1987.

## Sources
- (en) Cet article est partiellement ou en totalité issu de l’article de Wikipédia en anglais intitulé « Vesta M. Roy » (voir la liste des auteurs).